# 프랑수아 뤼드
프랑수아 뤼드(François Rude, 1786년 6월 21일 ~ 1855년 6월 21일)는 프랑스의 조각가이다.
조각에 있어서의 고전주의는 회화에 있어서와 마찬가지로 고대의 양식을 모방하여 형식만의 단조(單調)로움에 빠져 들어갔다. 당시의 문학과 회화의 영향을 받아 조각에도 정열적인 작품이 그 반동으로 등장되는데 그 중에서도 뤼드의 작품이 빛난다. 뤼드는 열렬한 보나파르트 당(黨)으로서 나폴레옹이 실각하였을 때에는 브뤼셀로 피신하여 그 곳에 12년간 머물러 있었다. 그 때 역시 망명객이던 다비드를알게 되고, 귀국 후에 〈거북이와 노는 어린이〉(1831)를 발표하여 유명해졌다. 이 작품은 자유로이 노는 어부인 소년을 취급한 것인데, 인체를 형식적으로 보지 않고 자연을 참되게 관찰하여 부드러운 묘사와 밝음을 나타내고 있다. 그러나 조각에 대한 인식을 새롭게 한 것은 파리의 개선문을 위해 제작한 〈진군(進軍)〉이었다. 이 작품은 개선문을 장식하는 4개의 커다란 부조(浮彫) 중의 하나인데, 뤼드는 1792년에 파리의 방어를 위하여 마르세유로부터 출발한 의용군의 진군을 취급하고 있는 것이다. 그것은 고대 로마의 무사의 모습으로 되어 있어, 중앙에 투구를 높이 들고 질타하는 인물을 중심으로, 군상(群像)은 진군의 열기를 재현하고, 군상의 머리 위에는 날개를 펴고 치닫는 전쟁이 여신을 묘사하고 있다. 그 모양은 열렬한 정열을 내뿜는 듯하여 사람을 감동시켜, 뤼드는 조각을 통해 오랫동안 잊혀져 있던 리듬과 생기 있는 충실성을 부활케 하였다. 그의 이러한 개척활동은 프랑스 조각에 강렬한 움직임을 촉구하는 것이었으며, 뤼드의 작품에는 또한 〈네이 장군의 상〉(1853)이 있고 초상 조각(肖像彫刻)도 생기가 넘친다.

## 작품

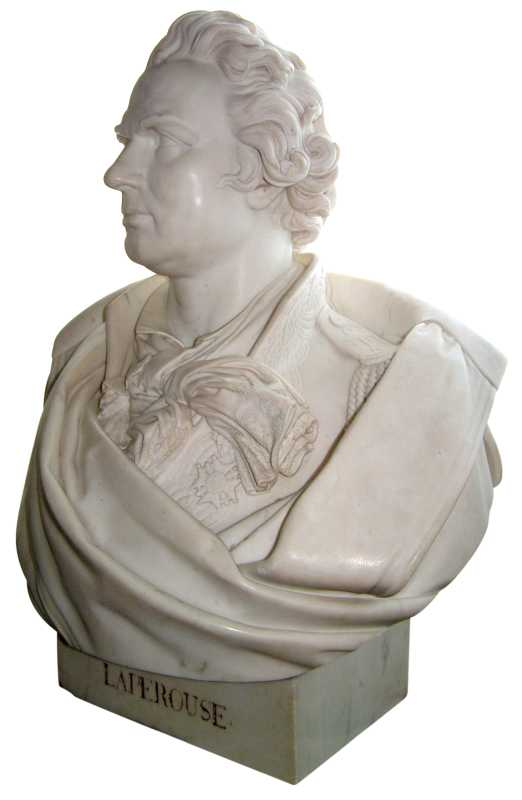
라페루즈 백작 장프랑수아 드 갈롭 흉상
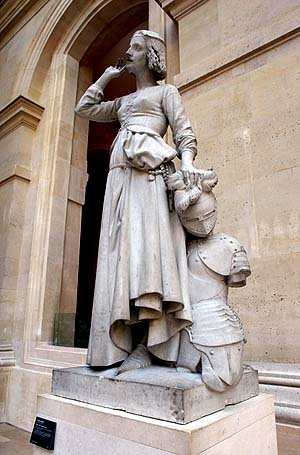
잔 다르크 상(1852)